# 라자르 베셀리노비치
라자르 베셀리노비치 (Lazar Veselinović, 세르비아어: Лазар Веселиновић, 1986년 8월 4일 ~ )는 세르비아 국적의 축구 선수이다. 현재 헝가리 리그에서 메조코베스트 조리 FC에서 활약하고 있다.

## 선수 생활
본래 FK 보이보디나에서 윙어 또는 타겟형 스트라이커로 활약했으나 2014년 12월 포항으로 임대된 후로는 타겟형 스트라이커로 뛰었다. 공격포인트를 기록하지는 못했으나 저돌적인 돌파와 2선과의 연계플레이로 많은 팬들의 응원을 받았다. 시즌 도중 부상을 당해 2개월 동안 출전을 하지 못하게 되었는데 스스로 모국인 세르비아로 날아가 재활을 하고 돌아오는 의지를 보여주었다. 또 외국인 선수임에도 구단이 제공해준 집을 포기하고 합숙을 자처하는 등 팀플레이에 최선을 다하는 모습에 팬들과 관계자, 동료들에게서 후한 평가를 받았다. 2015 시즌이 끝난 후 포항에 완전영입되었다.
2016년 3월 12일 리그 개막전 광주전 홈 경기에서 2개의 도움을 기록하며 K리그 클래식 데뷔 첫 공격포인트를 기록하였다. 이후 5월 8일 서울 원정 경기에서 후반 종료 직전 최호주의 패스를 받아 K리그 클래식 데뷔골을 넣었고, 8월 17일 수원 삼성 원정 경기에서 2번째 골을 기록했다. 2016 시즌 정규 리그에서 4골 4도움, AFC 챔피언스리그에서 1골을 기록하며 지난해보다 진일보한 모습을 보여주었다.
2017 시즌을 앞두고 포항과 계약 해지하였으며, 헝가리 1부리그 메조코베스트 조리FC에 이적하였다.